# 杜关之下站

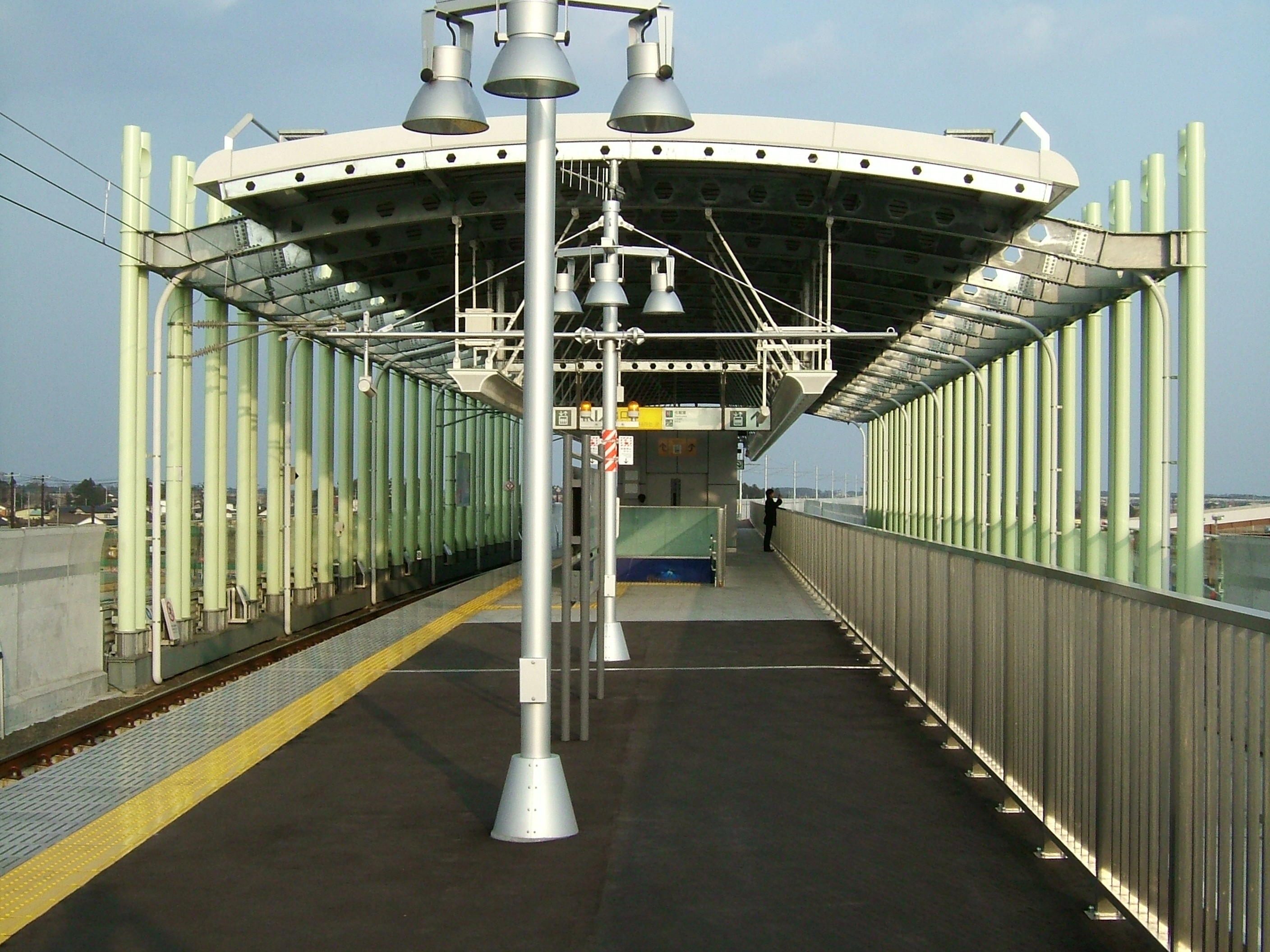
月台

杜關之下站（日语：／ Mori-sekinoshita eki */?）是一設在日本宮城縣名取市杜關之下，隸屬於仙台機場鐵道仙台機場線沿線的鐵路車站。

## 車站構造
高架車站結構，站內雖設有一座島式月台，但目前只使用其中的一線，另一線則預留作為未來的擴充空間。設有自動售票机與自動補票機，並可使用Suica。

### 月台配置
| 月台 | 路線             | 方向 | 目的地         |
| ---- | ---------------- | ---- | -------------- |
| 1    | 仙台機場Access線 | 下行 | 名取、仙台方向 |
| 1    | 仙台機場Access線 | 上行 | 仙台機場方向   |

## 車站附近
- AEON
- 名取市政廳
- 名取市民體育館
- 名取市文化會館
- 仙台法務局名取辦事處
- 宮城縣名取北高中
- 名取市立增田中學
- 國道4號
- 仙台東部道路
- 七十七銀行杜關下支店

## 歷史
- 2005年8月 - 由臨時站名關下正式更改定名為杜關之下（名稱源自仙台市的雅名「杜之都」）
- 2007年3月18日 - 啟用。

## 相鄰車站
仙台機場鐵道
仙台機場線
快速
通過
普通
名取－杜關之下－美田園

## 外部鏈接
- （日語）仙台空港鉄道株式会社
- （日語）宮城県土木部臨空地域整備推進課
- （日語）仙台机场Access線 （页面存档备份，存于）（仙台CATV）